# Masahiko Kimura (Fußballspieler)
Masahiko Kimura (japanisch 木村 允彦 Kimura Masahiko; * 1. Oktober 1984 in der Präfektur Hiroshima) ist ein ehemaliger japanischer Fußballspieler.

## Karriere
Kimura erlernte das Fußballspielen in der Universitätsmannschaft der Momoyama-Gakuin-Universität. Seinen ersten Vertrag unterschrieb er 2007 bei FC Gifu. Der Verein spielte in der dritthöchsten Liga des Landes, der Japan Football League. 2008 wechselte er zum Ligakonkurrenten Fagiano Okayama. Am Ende der Saison 2008 stieg der Verein in die J2 League auf. Ende 2010 beendete er seine Karriere als Fußballspieler.